# Calyptranthes collina
Calyptranthes collina är en myrtenväxtart som beskrevs av Ignatz Urban. Calyptranthes collina ingår i släktet Calyptranthes och familjen myrtenväxter. Inga underarter finns listade i Catalogue of Life.